# Biblioteca comunale di Lamezia Terme
La Biblioteca Comunale "Oreste Borrello" di Lamezia Terme è situata nel centro storico dell'ex comune di Nicastro, precisamente nel Palazzo Nicotera-Severisio ubicato in Piazzetta Tommaso Campanella.
La Biblioteca fa parte del Sistema Bibliotecario Lametino, composto da 17 comuni di cui Lamezia Terme è il capofila.

## Storia
La biblioteca fu inaugurata il 4 marzo 1898 inglobando i fondi librari dei conventi dei Domenicani e dei Cappuccini che aggiunti a titoli moderni e ad una sezione interamente dedicata alla Calabria e alla stessa città, raggiunge attualmente i 25.000 volumi. Nel 2015 è stata intitolata al Prof. Oreste Borrello.

### Sale e servizi
La biblioteca mette a disposizione tre sale:
- Sala lettura (primo piano): sala dotata di ampie postazioni e supporti per lettura con i volumi appartenenti alle sezioni di Arte, Letteratura Giuridica, Medicina, Scienze, Storia e Geografia
- Sala mediateca (piano terra): sala multimediale dotata di quattro postazioni internet, più un posto "operatore"
- Sala ragazzi (primo piano): sala dotata di ampie postazioni e opere disponibili in cd, DVD, vhs in aggiunta a giochi interattiva, letteratura e supporto per ricerche guidate su internet.

I servizi offerti sono:
- Prestito librario
- Prestito inter bibliotecario
- Assistenza utenza per ricerche bibliografiche
- Consultazione Gazzetta Ufficiale
- B.U.R. Regione Calabria
- Supporto visite guidate
- Guida alla consultazione agli strumenti multimediali
- Servizio emeroteca con quattro testate giornaliere
- Consultazione leggi Online De Agostini
- Consultazione riviste letterarie - giuridiche etc.
- Guida alla Sezione Ragazzi
- Prestito VHS, CD, DVD anche autodidattiche
- Fotocopiatura

È possibile richiedere al personale operante in biblioteca informazioni a carattere bibliografico e inoltre di effettuare visite guidate di alcuni piani del palazzo Nicotera-Severisio, storica dimora di nobili nicastresi che ospita attualmente la biblioteca.

### Orari di apertura sale biblioteca
| Giorno                | Orario mattina | Orario pomeriggio |
| --------------------- | -------------- | ----------------- |
| Dal Lunedì al Giovedì | 9.00-13.00     | 15.30-17.50       |
| Venerdì               | 9.00-13.00     | chiusa            |
| Sabato e Domenica     | chiusa         | chiusa            |

## Casa del Libro Antico

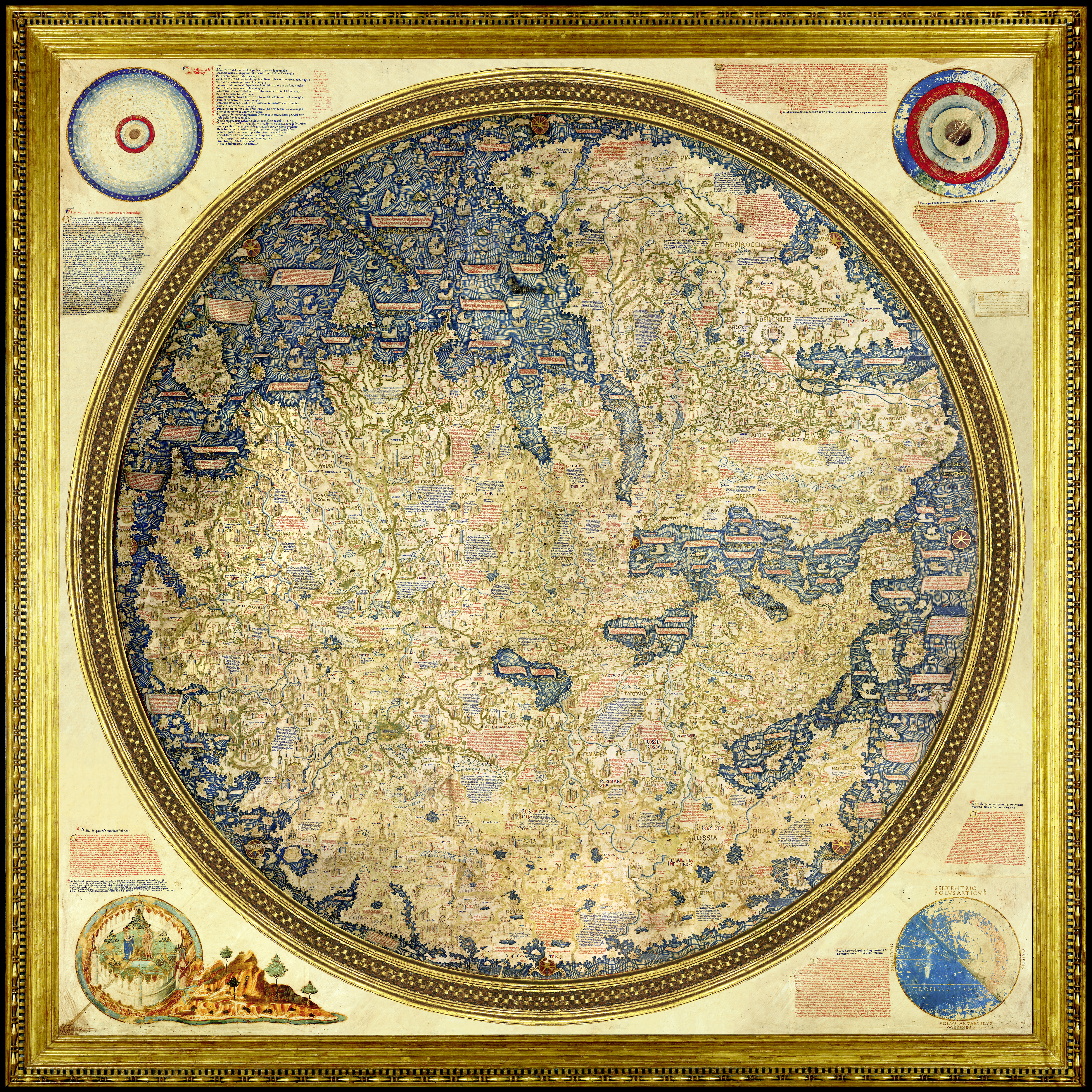
Carta geografica del mondo di Fra Mauro del 1459

La Casa del Libro Antico è la sezione specialistica storica della Biblioteca comunale, istituita nel 2002, per custodire opere appartenenti alla collezione dei conventi dei Cappuccini e dei Domenicani di Nicastro requisite a seguito della soppressione degli Ordini religiosi avvenuta nel 1866. I libri giunti a noi sono una preziosa testimonianza di quanto fosse importante il libro soprattutto nell'universo dei frati domenicani, presso i quali era severissimo il rispetto e la custodia degli stessi anche dal punto di vista materiale a causa del loro valore nell'economia generale di un convento, essendo i libri all'epoca costosi per tutti, chierici e laici.

### Collezioni
La collezione libraria è costituita principalmente da testi stampati e relativi a opere di teologia, filosofia, patrologia, storia ecclesiastica ed esegesi, insieme a raccolte omiletiche, agiografiche, canoniche e bullari, datati dall'XI al XIX secolo, tra i quali si annoverano i testi postillati da Tommaso Campanella che studiò a Nicastro tra il 1585 e il 1587 dove coltivò studi di logica aristotelica. Sono infatti più di trenta le cinquecentine che hanno come argomento la filosofia Aristotelica con i suoi classici interpreti e commentatori: Averroè, Alessandro d'Afrodisia, Teodoro Gaza, San Tommaso, gli scritti averroistici di Agostino Nifo e Marcantonio Zimara e Crisostomo Iavelli, menzionati dallo stesso Tommaso Campanella fin dalle pagine della Philosophia sensibus demonstrata. Interessanti sono i segni e manoscritti e le postille autografe presenti su alcuni di questi libri. A questi volumi si aggiungono opere manoscritte e frammenti di codici manoscritti greci e latini per arrivare in tutto ad una collezione di oltre 2500 libri stampati tra il XVI e il XIX secolo in diversi centri italiani ed europei che furono all'epoca centri fiorenti dell'arte tipografica, tra i quali si annoverano i celebri torchi di Manuzio, Giunta, Giolito, Froben e Plantin.
Sono conservati più libri di Tommaso d'Aquino, come per esempio la Summa Teologica e le opere aristoteliche in edizioni diverse, oppure libri recanti i suoi commenti, così come per le Epistole di San Paolo (Parigi, 1541), dove sono presenti due lunghe annotazioni riguardanti un tema dibattuto e approfondito anche da Tommaso Campanella: l'assenza del peccato in Cristo e l'immunità della Vergine Maria dal peccato originale.

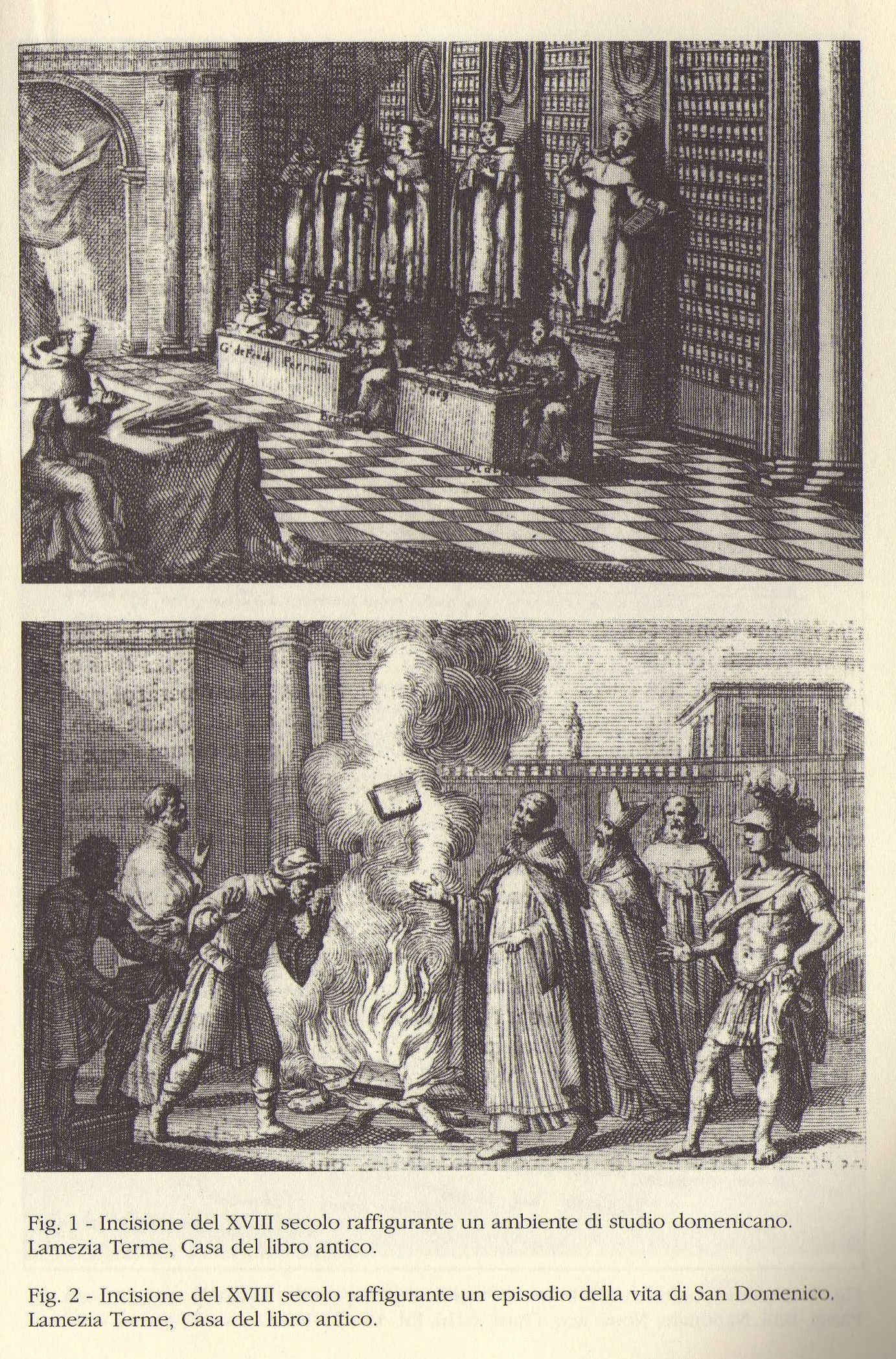
Esempi di illustrazioni contenute su libri conservati alla Casa Del libro antico

A testimonianza dell'importanza che il canto aveva nell'ufficiatura per i frati domenicani, sono esposti inoltre dei libri liturgici secenteschi con suggestiva stampa in rosso e nero del testo e delle musiche di accompagnamento. Solo uno fra i libri conservati è precedente alle risoluzioni del Concilio di Trento, si tratta del Repertorium morale di Berchorio (Lione, 1520), sul quale tra l'altro è presente una sorta di firma di un fra' Tommaso da Squillace, le cui pagine sono tutte contrassegnate in testa dall'annotazione dell'autore sacro trattato, annotazione probabilmente resasi necessaria per una rapida consultazione o per memorizzare visivamente il contenuto, a causa della difficoltà creata dai caratteri gotici particolarmente ostici usati per la stampa.
Al patrimonio si aggiungono un globo celeste interamente restaurato risalente al 1695 e uno terrestre non restaurato risalente al 1744. Il primo venne prodotto a Roma dalla Calchographia Dominici de Rubeis nel 1695 con illustrazione della volta celeste basata sulle osservazioni di Tycho Brahe mentre il secondo, illustrante i mari e le terre emerse, venne prodotto sempre a Roma ma nella Calcografia della Reverenda Camera Apostolica nel 1744. I due globi vennero menzionati da Vito Capialbi nella sua ricognizione sulle Biblioteche Calabresi come originariamente presenti nel patrimonio del convento domenicano di Soriano Calabro. Sono inoltre esposte delle riproduzioni fedeli e molto pregiate del mappamondo di Fra Mauro (il cui originale è conservato alla Biblioteca nazionale Marciana di Venezia e in cui il nord e il sud risultano invertiti rispetto alla convenzione generalmente in uso), del Codex Rossanensis (il cui originale si trova nel Museo Diocesano di Rossano) e della Tavola Peutingeriana.
Tra alcune delle opere esposte alla Casa del libro antico si segnalano:
- Le metaforfosi di Ovidio, illustrate con xilografie e restaurate, datate 1536;
- Libri liturgici dei Frati Domenicani di Nicastro datati 1656;
- Conceptos de la Sagrada Escrit, di Bernardo de Ribera a testimonianza di una predicazione, imposta o scelta, in lingua spagnola e recante sul frontespizio l'annotazione di possesso "fr. Ambrosius de Neocastro lector e filius Con(ven)tus Neocastri", indicante l'uso del libro da parte di un religioso del luogo;
- Considerationi Predicabili sopra gli Evangeli della Quaresima et altre feste, 1665 di Domenico De Sanctis;
- Institutiones ad Christianam Theolo(giam), Venezia 1575 di Giovanni Viguerio;
- M. Tullii Ciceronis Rhetoricorum ad Herenium Libri Quatuor, Venezia 1584;
- Sermoni domenicali di S. Antonio, Venezia 1574;
- Summa summarum detta Summa Silvestrina, due tomi dell'edizione veneta del 1581;
- Commentarium in quartum sententiarum, Domenico Soto;
- Le vite dei Cesari di Svetonio, Venezia 1506;
- De Vitis Pontificum Romanorum di Bartolomeo Sacchi detto il Platina, Colonia 1568, citato da Tommaso Campanella nella sua Historiographia;
- De civitate Dei di Sant'Agostino, Venezia 1570;
- Bibbia con glossa ordinaria e Postilla di Nicolò da Lyra, Venezia 1588;
- Opera Omnia di Sant'Ambrogio, Roma 1579-87
- Candelabrum Aureum, 1608.

#### Opere Proibite
Di grande interesse storico sono le opere conservate che testimoniano le leggi che regolarono cosa era lecito o no leggere durante i secoli passati, dei divieti in continuo divenire che potrebbero essere all'origine di una rilegatura collettiva di tre diversissime operette conservate nella biblioteca lametina: la Lapsi, Punitim ac Reparati Orbis Catastrophe. Poema Sacrum, stampato a Napoli nel 1666 e dedicato a Juan Caramuel (vescovo campano e autore di alcune pagine di commento al poemetto), il trattatello mistico di Papa Innocenzo III pubblicato nel 1534 nella protestante Lipsia (quindi malvisto) e una leggenda legata al convento domenicano di Soriano Calabro pubblicato a Messina nel 1696. Sul dorso di questa rilegatura collettiva infatti, il prudente miniatore occulto' tutto sotto il sincretico titolo Poema Sacrum de Contemptu mundi. Nella raccolta di origine domenicana sono inoltre presenti anche la proibita Bibliotecha Interpretum (1638) di Xantes Mariales, le opere proibite di Zacharia Pasqualigi e la Storia Ecclesiastica di Alessandro Natale, autore messo all'indice perché colpevole di difendere la dottrina della "Chiesa Gallicana", presenti in tre edizioni: una veneta del 1732 curata da Amat de Graveson, una parigina del 1740 e una napoletana, sempre del 1740, curata da Roncaglia. A causa della censura ecclesiastica, opere stampate nel cinquecento nelle città di Basilea, Francoforte e altri luoghi sospetti anche di santi e dottori della Chiesa, vennero sottoposte ad una fine opera di inchiostratura in modo da coprire e rendere quindi illeggibile la parte del testo giudicato proibito, come accadde per i sei grandi volumi del Theatrum Humanae Vitae (Basilea, 1586-87) di Theodor Zwinger conservati a Lamezia Terme e che grazie a questo espediente riuscirono a sopravvivere. Perfino un dizionario greco-latino stampato a Basilea nel 1524 e conservato qui, presenta diverse inchiostrature dove addirittura la parola "Basilea" viene annerita in tutte le sue occorrenze nel testo. Uguale sorte subirono Le metaforfosi di Ovidio, la cui edizione veneta del 1536 venne deturpata dall'inchiostro censorio su intere pagine.
Tra gli altri libri proibiti si segnalano:
- De Eminentissima Deiparae Virginis Perfectione di Joanne Maria Zamoro (Venezia, 1629), opera che tratta del peccato originale nella Vergine Maria, classificato come argomento intrattabile e peccato mortale;
- Lettera autografa con sigillo di Padre Ilarione da Feroleto relativa al prestito di un libro proibito, datata 1749;
- Indice dei libri proibiti, sotto Clemente XI datato 1711.

### Orari di apertura Casa del Libro Antico
| Giorno            | Orario mattina | Orario pomeriggio |
| ----------------- | -------------- | ----------------- |
| Lunedì - Giovedì  | 9.00-13.00     | 15.30-17.50       |
| Venerdì           | 9.00-13.00     | chiusa            |
| Sabato e Domenica | chiusa         | chiusa            |

## Curiosità
Numerosi sono gli aghi con fili di canapa per la cucitura dei fascicoli o seta di capitelli che sono rimasti fra le pagine di alcuni dei libri della raccolta lametina a testimonianza dell'aggravamento dei dazi sulla carta che caratterizzo' la stampa dei libri fino alla prima metà del XVIII secolo dove la circolazione dei libri fino in Calabria era garantita da navi che li trasportavano in barili di legno a pagine sciolte, che venivano in seguito rilegate da parte di un particolare gruppo di frati nei conventi, i conversi. Sono state inoltre ritrovate delle sagomine ritagliate nella carta con precisione, come quelle raffiguranti un ostensoriio, un calice e uno stemma gentilizio o anche una grande ostia da consacrazione.
La raccolta lametina include pure come numerose lettere e le cosiddette maculature, carta o pergamena di scarto impiegate come fogli di guardia o nella formazione delle assi e nell'indorsatura. Sono stati infatti ritrovati due bifolii mss. greci (XI secolo circa) o frammenti di mss. latini del XIV secolo, la cui presenza in Calabria si potrebbe spiegare con le frequenti donazioni che si ebbero a favore dei Frati predicatori da parte di piccole cappelle o monasteri abbandonati da monaci basiliani o benedettini trasferiti altrove.
La sede della Biblioteca ospita alcune delle manifestazioni del festival lametino Trame. Festival dei libri sulle mafie, evento letterario che si tiene nella città dal 2011 nel mese di giugno e con cadenza annuale.

## Centro di Documentazione e Studi su Lamezia Terme e il Comprensorio Lametino
Il Centro di Documentazione e Studi su Lamezia Terme e il Comprensorio Lametino nasce nel 2022 come sezione specializzata della Biblioteca Comunale “Oreste Borrello”, con il fine di acquisire, conservare e valorizzare, anche in forma digitale, il patrimonio di conoscenze della storia locale sul territorio lametino (delibera del Consiglio Comunale n. 48 del 30 settembre 2022).
Tra i diversi obiettivi del Centro, definiti nel suo Regolamento, riveste particolare importanza il recupero degli archivi privati presenti sul territorio, preziosi scrigni di quella microstoria locale che costituisce la base per la ricostruzione e la comprensione del nostro passato identitario all’interno dei più ampi contesti storici.
Spesso trascurati o inaccessibili, gli archivi privati ci raccontano di vite ed eventi che si svolgono parallelamente alla macrostoria, di cui sono il riflesso, pur nelle loro particolarità.
Attraverso l’acquisizione dei fondi, la loro catalogazione e digitalizzazione, quindi tramite forme anche innovative di valorizzazione, il Centro intende porsi come un inedito punto di riferimento sul territorio per quanti vogliano donare e condividere, anche solo in forma digitale, questi patrimoni di memoria. Allo stesso tempo il Centro è aperto a chiunque intenda studiare e consultare i documenti acquisiti, di cui il Centro vuole essere sia custode che divulgatore, sotto la supervisione della direzione e del proprio comitato scientifico.
Il fondo dei marchesi d’Ippolito, la donazione Liscotti, l’archivio di don Pietro Bonacci: sono solo alcuni degli esempi di materiale già acquisito e recuperato al patrimonio pubblico dal Centro e per cui sono già in corso le operazioni di inventariazione e digitalizzazione.
Manoscritti, fotografie, lettere, libri, disegni, oggetti e molto altro: documenti inediti e preziosi che potranno essere fruiti anche online, contribuendo alla ricostruzione delle dinamiche storiche, culturali e sociali del territorio, andando a formare quella che può essere definita una “Banca della Memoria” del Lametino.
Oltre agli archivi privati e di famiglia, il Centro pone tra i suoi obiettivi primari quello dell’acquisizione in digitale dei documenti riguardanti le vicende storiche e sociali del territorio che sono attualmente conservati presso le sedi degli Archivi di Stato, anche fuori regione, al fine di creare una raccolta digitale che faciliti la ricerca storica e renda fruibili ad una più vasta utenza documenti finora limitati alla conoscenza di pochi studiosi. Ne è un esempio la recente acquisizione presso l’Archivio di Stato di Napoli del “Catasto Onciario” di Zangarona del 1746, di cui non era presente alcuna copia sul territorio.
Allo stesso modo è prevista l’acquisizione in digitale della documentazione di particolare rilievo conservata presso l’Archivio Storico Comunale.
Ancora il Centro si pone l’obiettivo di creare un proprio fondo librario, costituito all’interno del patrimonio della Biblioteca Comunale, orientato soprattutto verso le pubblicazioni più rare dedicate al territorio, acquisite tramite donazioni o recuperate dai depositi della Biblioteca; attraverso la digitalizzazione dei testi di tale fondo verrà quindi costituita una “Biblioteca Digitale del Lametino”, a oggi già dotata di centinaia di titoli, che sarà resa fruibile anche online. Un servizio di supporto alle attività di riordino dei depositi della Biblioteca è inoltre già stato messo in atto dalla direzione del Centro, in collaborazione con i volontari del Servizio Civile Universale operanti in sede.
Un ulteriore obiettivo del Centro riguarda la schedatura e mappatura del patrimonio storico-artistico lametino e dei suoi beni identitari, con particolare attenzione verso il patrimonio cosiddetto ‘minore’ del tessuto urbano (edicole votive, edilizia storica tradizionale, ecc.), gli aspetti paesaggistici, naturalistici e i luoghi della memoria, ovvero quei luoghi legati a momenti significativi e storicizzati della comunità lametina. A questo scopo, all’interno della “Banca della Memoria” del territorio lametino verrà riservata una sezione storico-iconografica, attraverso l’acquisizione, in originale o in forma digitale, di fotografie d’epoca, disegni, stampe, ecc., con relativa schedatura ed inventariazione.
Il Centro intende inoltre offrire un servizio di supporto e consulenza di carattere scientifico nelle attività istituzionali di promozione del patrimonio storico, architettonico, artistico e culturale della Città e del suo comprensorio, anche tramite la creazione di reti con altri Comuni per la diversificazione, la conservazione e la diffusione della documentazione del Centro.
Per quanto concerne gli aspetti comunicativi, l’attività del Centro verrà promossa nelle modalità più idonee alla comunicazione contemporanea, quindi attraverso i social, al fine di favorire la promozione dei temi di ricerca perseguiti dal Centro presso la popolazione giovanile, oltre che tramite l’organizzazione di iniziative aventi come destinatari le scuole del comprensorio lametino. è inoltre in cantiere lo sviluppo di un sito internet e di una app dedicata che aggiornino gli utenti e rendano condivisibile e fruibile il patrimonio documentario raccolto.
Infine, tramite l’ideazione e l’organizzazione di giornate di studio, seminari, convegni e tavole rotonde, così come attraverso pubblicazioni editoriali (la serie dei “Quaderni”), l’orizzonte culturale del Centro potrà ampliarsi, diffondendo le proprie attività e mettendosi in dialogo con realtà scientifiche esterne, quali Università, Soprintendenze, Archivi, istituzioni e centri di ricerca pubblici e privati.

### Caratteri e finalità generali
Il Centro di Documentazione e Studi su Lamezia e il Comprensorio Lametino è una sezione specializzata della Biblioteca Comunale “Oreste Borrello”. È un organismo previsto ai sensi dell’art. 3 del Regolamento della stessa, approvato con Delibera del C.C. n. 91 del 13.11.2020 al fine di promuovere, incentivare e tramandare il patrimonio di conoscenze della storia locale sul territorio lametino.
Tale documentazione, composta sia da libri che da documenti analogici e digitali e oggetti, verrà conservata al duplice fine di arginare la dispersione della memoria della storia locale e di costruire una base di dati editi ed inediti utili a una conoscenza approfondita, non convenzionale e peculiare del territorio.
Il principio regolatore dell’attività del Centro è quello del diritto allo studio, delle pari opportunità e
della gratuità dell’accesso alle informazioni per tutti.
Il Centro si ispira al concetto di Cultural Heritage nella definizione della Convenzione di Faro, elaborata dal Consiglio d’Europa (CETS n. 199) il 27 dicembre 2005, a cui l’Italia ha aderito il 23 settembre 2020 con l’approvazione in via definitiva da parte della Camera dei Deputati.
Nel rinforzare la consapevolezza delle radici storiche del territorio, in quanto istituzione culturale considera proprio dovere la sistematica, metodica e scientifica raccolta conservazione e trasmissione di dati, documenti e fatti con il pensiero alle future generazioni, nella prospettiva dell’attivazione di dinamiche sociali autoeducative che contribuiscano alla formazione di una “comunità di eredità” di respiro locale e orizzonte globale.

### Obiettivi
Il centro di Documentazione e Studi su Lamezia e il Comprensorio Lametino ha piena autonomia scientifica e di progettazione culturale.
Principali obiettivi del Centro sono:
1. La redazione di un registro delle raccolte private di documentazione (carte e archivi privati, libri, corrispondenza epistolare, fotografie, disegni, edizioni a stampa, materiale audiovisivo, oggetti ecc.) e cose di interesse storico presenti a Lamezia e nel comprensorio lametino.
2. Costruire, ordinare e gestire un archivio di documentazione sul territorio lametino composto da libri, documenti analogici e digitali e oggetti.
3. Redazione di un registro dei documenti sul territorio lametino conservati fuori dal territorio comunale, in Italia e all’estero, acquisendone le copie originali o digitalizzate.
4. Acquisizione digitale della documentazione avente rilievo documentale di tipo storico, artistico, archeologico ecc. conservata presso l’Archivio Storico Comunale e presso la sede lametina dell’Archivio di Stato.
5. Schedatura e mappatura del patrimonio storico-artistico lametino (palazzi storici, chiese, monumenti, opere artistiche ecc.) e dei suoi beni identitari, includendo il patrimonio cosiddetto minore del tessuto urbano (edicole votive, edilizia storica tradizionale, ecc.), gli aspetti paesaggistici, naturalistici e i luoghi della memoria ovvero quei luoghi legati a momenti significativi e storicizzati della comunità lametina.
6. Servizio di supporto e consulenza di carattere scientifico nelle attività istituzionali di promozione del patrimonio storico, architettonico, artistico e culturale della Città e del suo comprensorio.
7. Acquisizione, anche attraverso la promozione di donazioni, di pubblicazioni inerenti al territorio lametino, destinandole al fondo librario del Centro, costituito all’interno del patrimonio della Biblioteca Comunale “Oreste Borrello”.
8. Creazione di una Biblioteca Digitale del Lametino che raccolga le pubblicazioni di interesse storico-culturale relative al comprensorio lametino, con particolare riferimento ad edizioni antiche e moderne di difficile reperibilità, periodici storici locali, estratti da riviste specializzate, nel rispetto della normativa vigente sul diritto d’autore. La Biblioteca Digitale sarà frutto sia dell’opera di digitalizzazione effettuata direttamente dal Centro, in coordinamento con la Biblioteca Comunale, sia della ricerca e acquisizione di edizioni digitali rese disponibili sul web e altrove, fatte salve le limitazioni alla consultazione per riserva di legge e quelle vigenti in materia di riservatezza di dati personali ovvero le limitazioni imposte dalla superiore esigenza di tutela dei materiali documentali.
9. Digitalizzazione e inventariazione della documentazione messa a disposizione da privati, enti e istituzioni per la costituzione di una Banca della Memoria del Territorio Lametino, all’interno della quale riservare una sezione all’archivio storico-iconografico del territorio lametino attraverso l’acquisizione in originale o in forma digitale di fotografie d’epoca, disegni, stampe, ecc., con relativa schedatura ed inventariazione.
10. Creazione di reti con altri Comuni per la diversificazione, la conservazione, l’articolazione, la diffusione della documentazione del Centro.
11. Gestione di una piattaforma informatica, di profili social, di un sito internet e di una app che aggiorni e renda condivisibile e fruibile il patrimonio documentario raccolto e custodito dal Centro.
12. Ideazione e organizzazione di giornate di studio, seminari, convegni, tavole rotonde e pubblicazioni editoriali (la serie dei "Quaderni") che amplino l’orizzonte culturale del Centro, diffondendone le attività e mettendolo in dialogo con realtà scientifiche esterne, quali Università, Soprintendenze, Archivi, istituzioni e centri di ricerca pubblici e privati.
13. Promozione dei temi di ricerca perseguiti dal Centro presso la popolazione giovanile, attraverso azioni, eventi, iniziative aventi come destinatari le scuole del comprensorio lametino.